# آیدین‌تپه
آیدین‌تپه {{ترکی|Aydıntepe) (به ارمنی: Խարտ) (به کردی: Xart) یک منطقهٔ مسکونی در ترکیه است که در استان بایبورد واقع شده‌است. آیدین‌تپه ۱٬۶۵۰ متر بالاتر از سطح دریا واقع شده‌است.